# Ab-i Istada
Ab-i Istada (lett. acqua stagnante) è un lago salato senza emissari situato nel distretto di Nawa, nel Ghazni in Afghanistan. Posto ai piedi della catena dell'Hindu Kush, il lago si è formato in seguito a dei movimenti della faglia faglia trasforme di Chaman, che hanno provocato una vasta depressione.

## Geografia fisica

### Dimensioni
Il lago ha una superficie di 130 km², anche se in determinati periodi dell'anno si asciuga parzialmente. Lungo 27 e largo 24 km, è molto poco profondo, non superando i 3.7 m. Lungo la costa sud ci sono due isole: Loya ghundai, di 2500 m², e Kuchney gundai, di 500 m².

### Idrografia
I principali immissari sono i fiumi Ghazni, Nahara e Sardeh, tutti provienienti da nordest. Il bacino idrografico Sardeh-Gazni, nel quale è compreso anche il lago, ha una superficie di 17252 km², e in tale territorio risiedono più di 1.8 milioni di persone. Nei periodi in cui l'acqua è ad un livello particolarmente alto può riversarsi, attraverso altri corsi d'acqua o flussi sotterranei, nel fiume Lora, affluente dell'Arghistan.
Alcuni tratti della costa presentano spiagge rialzate anche di 9-10 metri, con frequenti incrostazioni di sale.

## Fauna e conservazione
Nelle zone umide circostanti il lago è presente una grande varietà di specie di uccelli, tra cui: l'oca selvatica (Anser anser), il moriglione (Aythya ferina), il fenicottero maggiore (Phoenicopterus roseus), il pellicano bianco maggiore (Pelecanus onocrotalus), il cavaliere d'Italia (Himantopus himantopus) e il gabbiano roseo (Chroicocephalus genei), per un totale di individui tra i 18 000 e i 35 000.
Il lago e le zone limitrofe, per un totale di 270 km², sono state designate da BirdLife International come Important Bird and Biodiversity Area, per proteggere l'habitat e il luogo di migrazione di molti uccelli.

## Popolazione e storia
Durante dei rilevamenti nel XX secolo furono segnalati 15 villaggi situati nell'area circostante il lago, per un totale di circa 2 500 abitanti, oltre a 200-300 persone semi-nomadi che vi facevano pascolare il loro bestiame. Nel novembre del 1993 la maggior parte dei villaggi erano stati abbandonati, in seguito alla guerra sovietico-afghana conclusasi quattro anni prima, anche se le popolazioni nomadi erano rimaste.